# Sheriff Bojang (Journalist, 1974)

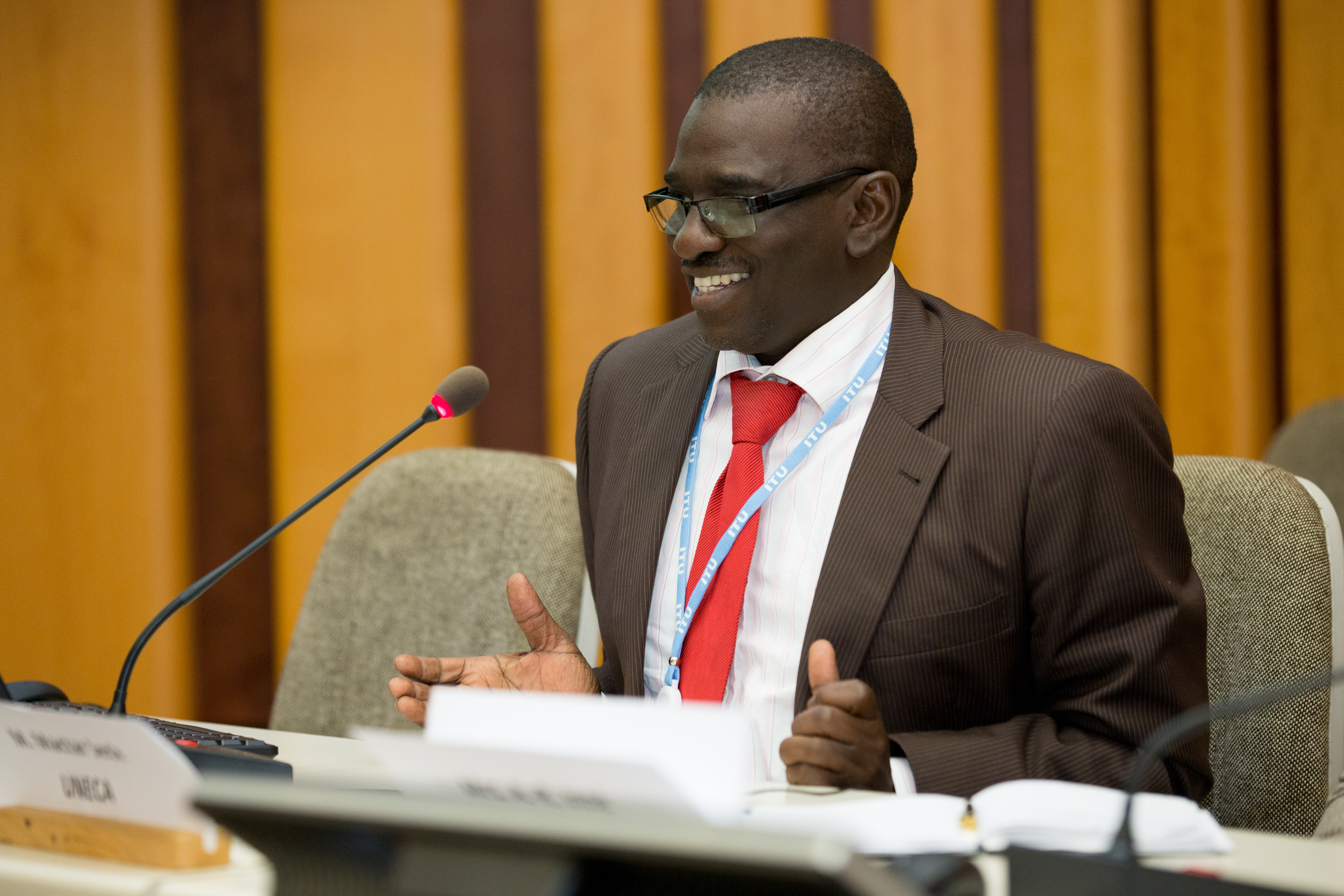
Sheriff Bojang (2016)

Sheriff Baba Bojang (selten Sheriff Bojang, Sr.; * 20. November 1974 in Brikama) ist ein gambischer Journalist, Herausgeber und Politiker.

## Leben
Bojang besuchte in Banjul die Gambia Senior Secondary School.
Er begann seine Karriere als Journalist im April 1992 bei der gambischen Tageszeitung The Daily Observer. Im September 1999 wurde er wegen Zeitungsartikeln kurzzeitig inhaftiert und von Beamten des National Intelligence Agency verhört. Zusammen mit seinem Team von Redakteuren, darunter Ndey Tapha Sosseh und Hassoum Ceesay, belebte er im Jahr 2000 den damals nicht mehr existierenden Weekend Observer wieder. Als er den Observer im Juni 2001 verließ, war er dessen Chefredakteur und geschäftsführender Direktor gewesen.
Nach seinem Studium in Großbritannien kehrte Bojang im Mai 2010 nach Gambia zurück und gründete den The Standard und die als eine neue Tageszeitung zu lancieren, die auch rasch eine große Leserschaft aufbaute. The Standard wurde im September 2012 von der Regierung Yahya Jammeh geschlossen, wahrscheinlich wegen offizieller Missbilligung der Berichterstattung über die Hinrichtungen von 2012, durfte aber im Januar 2014 die Veröffentlichung wieder aufnehmen.
Bojang ist der Kontaktmann  der Alliance for Patriotic Reorientation and Construction (APRC) in Bakau, wo er lebt. Im Januar 2015 wurde Bojang, als Nachfolger von Crispin Grey-Johnson, zum Minister für Informations- und Kommunikationsinfrastruktur ernannt. Mit der Ernennung zum Informationsminister brach er seine Verbindungen zum Standard ab. In dieser Funktion wurde er international bekannt, als er im Oktober die Entscheidung der Regierung Jammehs bekannt gab, dass Gambia den Internationalen Strafgerichtshof verlassen zu beabsichtigte.
Die Bemühungen des Präsidenten Yahya Jammeh, die Ergebnisse der Präsidentschaftswahl 2016 anzufechten, seien „ein Versuch, den ausdrücklichen Willen“ des gambischen Volkes zu untergraben, sagte er in einer Erklärung zu seinem Rücktritt als Protest von seinem Ministerposten, wie die Nachrichtenagentur Reuters berichtet. Das staatliche Fernsehen berichtete gegensätzlich, dass Sheriff Bojang entlassen worden sei. Zu diesem Zeitpunkt hielt sich Bojang in Dakar auf und bat um politisches Asyl. Sein Nachfolger als Minister wurde Seedy S. K. Njie.

## Familie
Dembo Bojang, langjähriger Politiker der United Democratic Party (UDP) und Mitglied der Nationalversammlung von 1978 bis 2002 für den Wahlkreis Bathurst North, ist Bojangs Onkel. Sheriff Bojang ist der ältere Cousin des Journalisten Sheriff Bojang Jr.

## Auszeichnungen und Ehrungen
- 2016 – July 22nd Revolution Award[9]